# Откровение Иоанна Богослова, 6

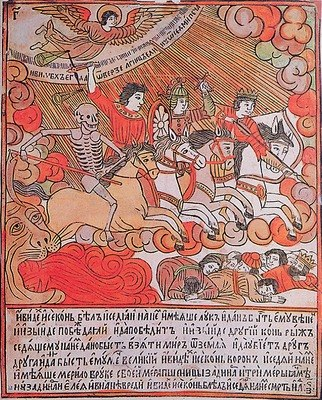
«Четыре всадника Апокалипсиса». Гравюра из «Библии для бедных» Василия Кореня, 1692—1696

Откровение Иоанна Богослова, глава 6 — шестая глава Книги Апокалипсиса (6:1—17), в которой происходит снятие первых шести печатей и явление Четырех всадников Апокалипсиса.

## Структура
- Первая печать: всадник на белом коне (1-2)
- Вторая печать: всадник на рыжем коне (3-4)
- Третья печать: всадник на вороном коне (5-6)
- Четвертая печать: всадник на бледном коне (7-8)
- Пятая печать: мученики под жертвенником (9-11)
- Шестая печать: гнев Агнца, страшные явления природы (12-17)

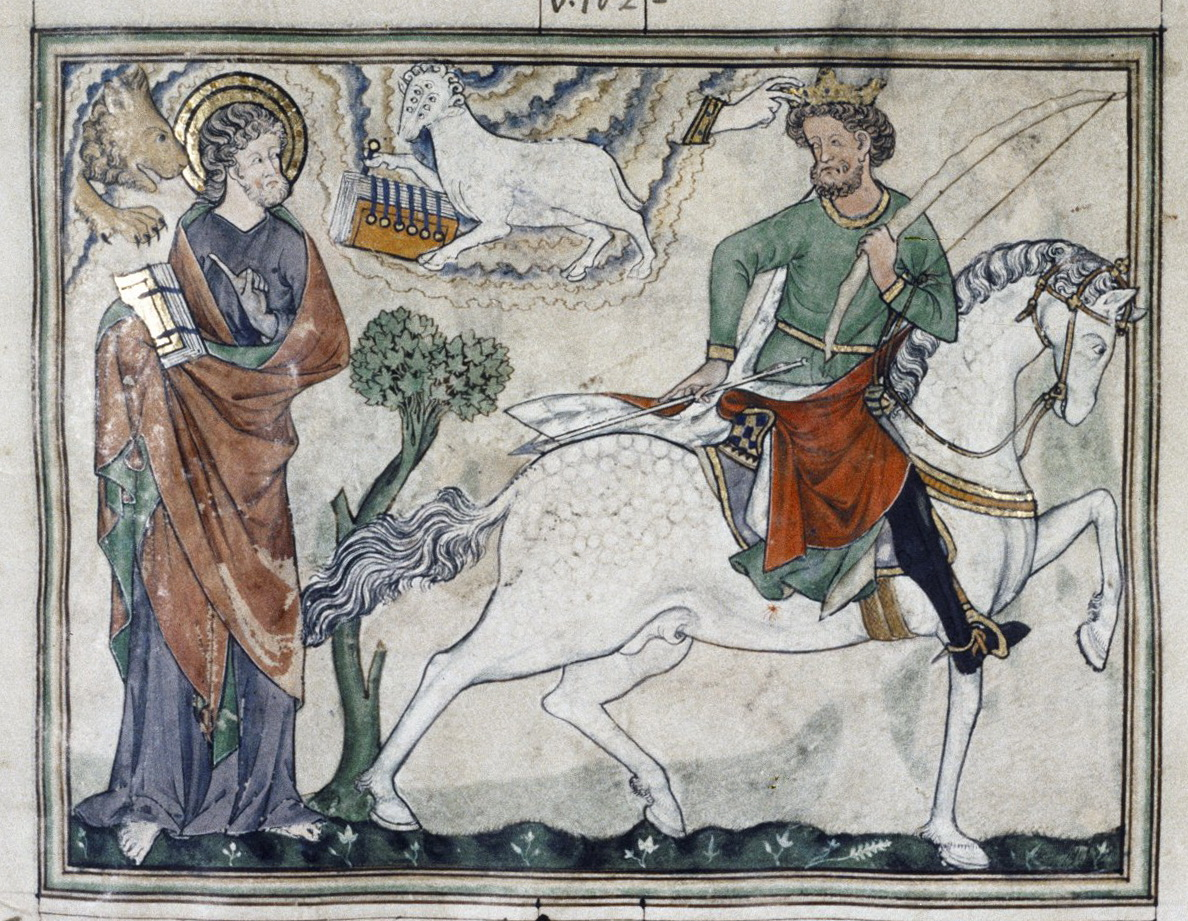
1-я печать
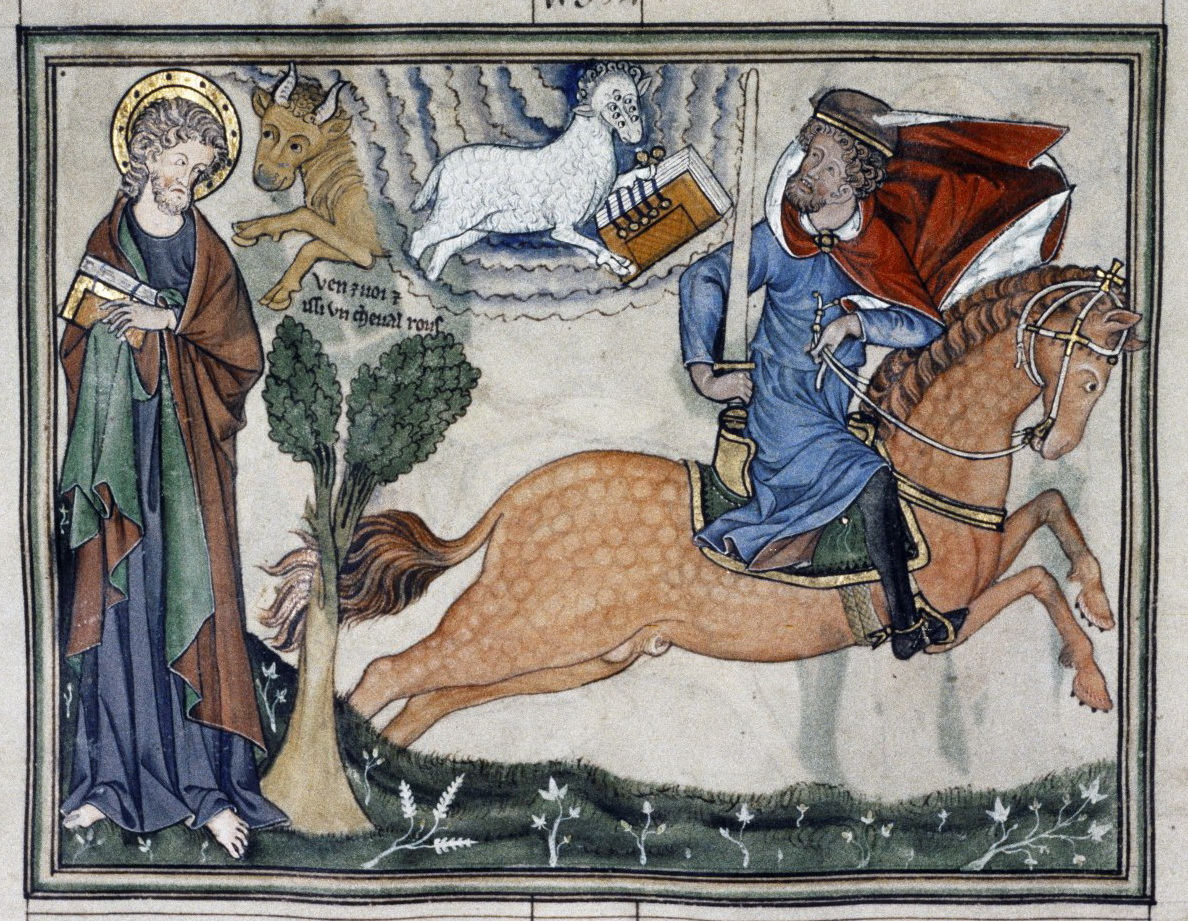
2-я печать
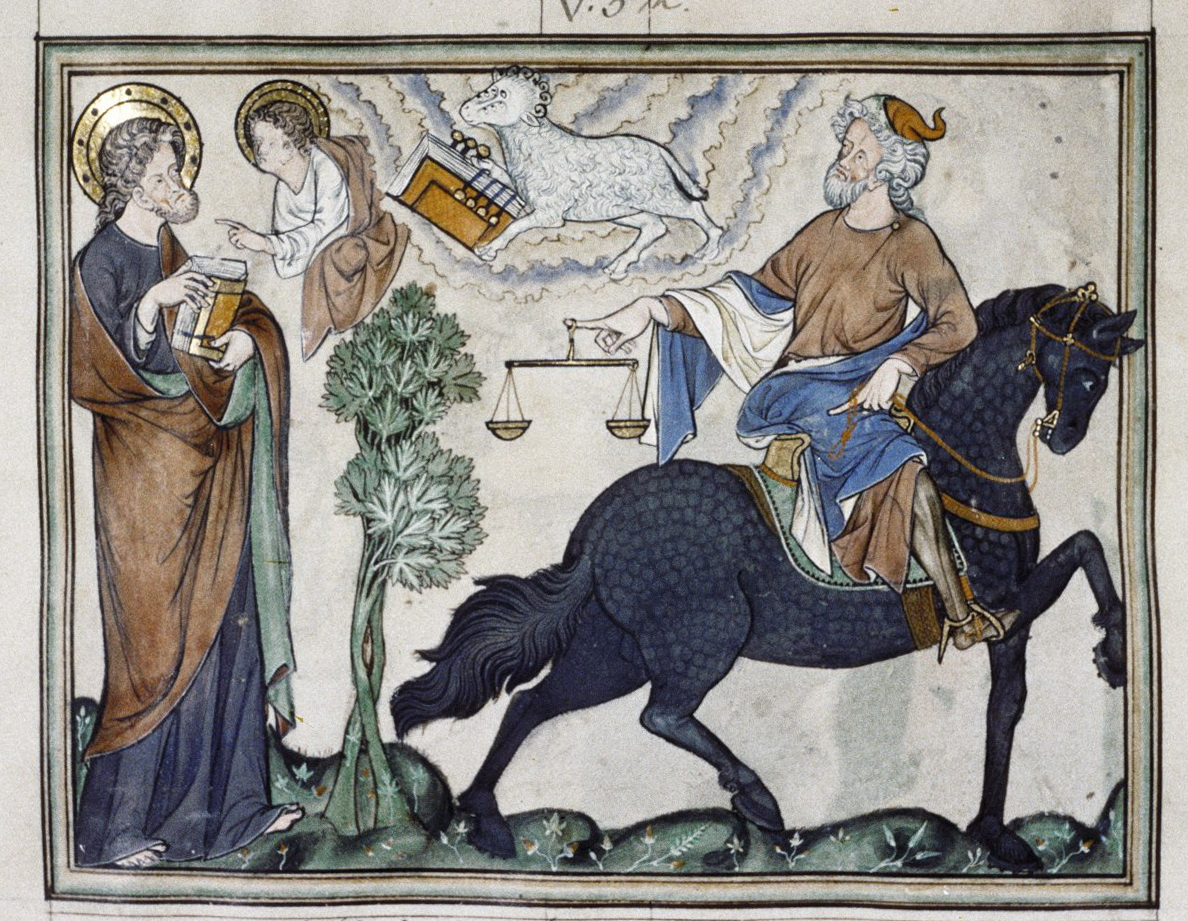
3-я печать
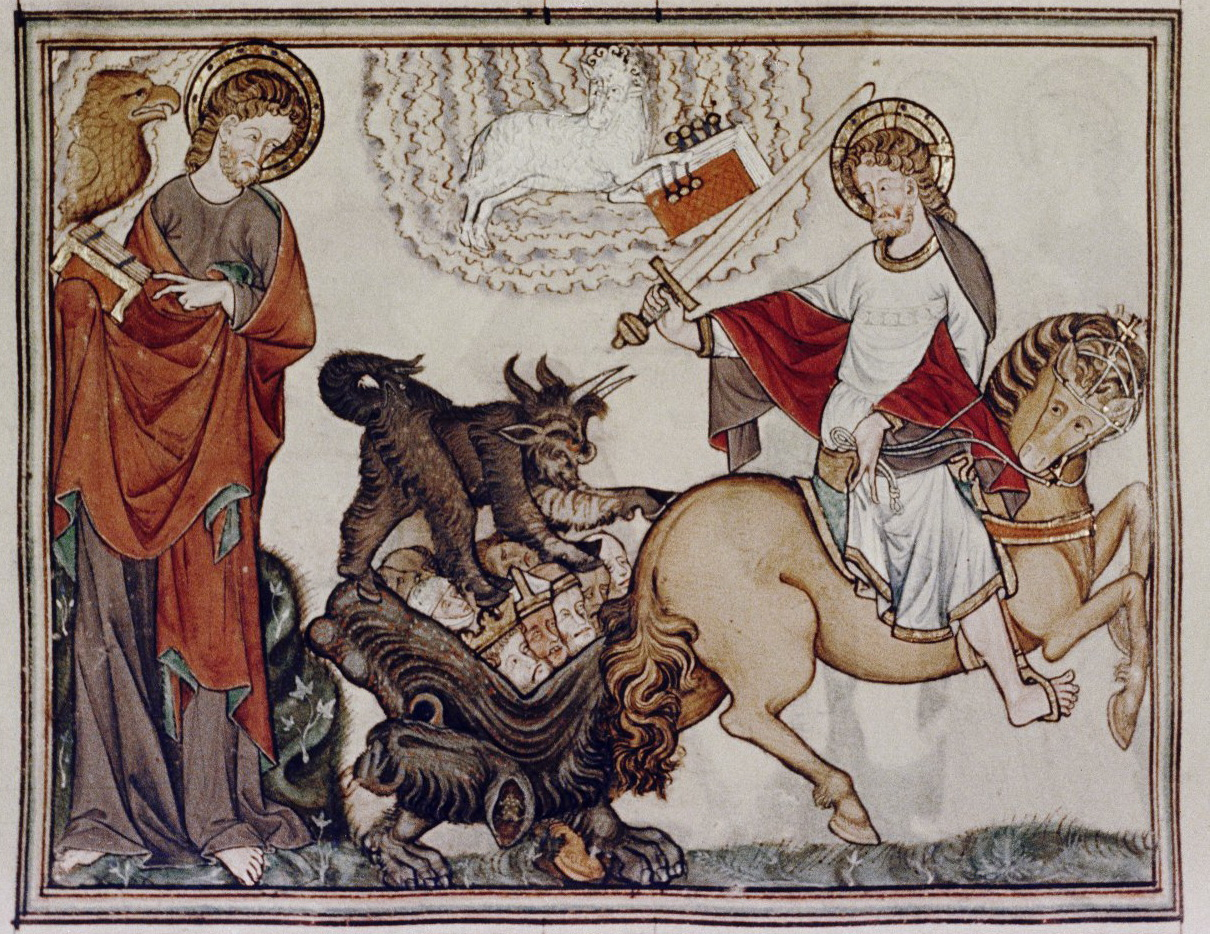
4-я печать
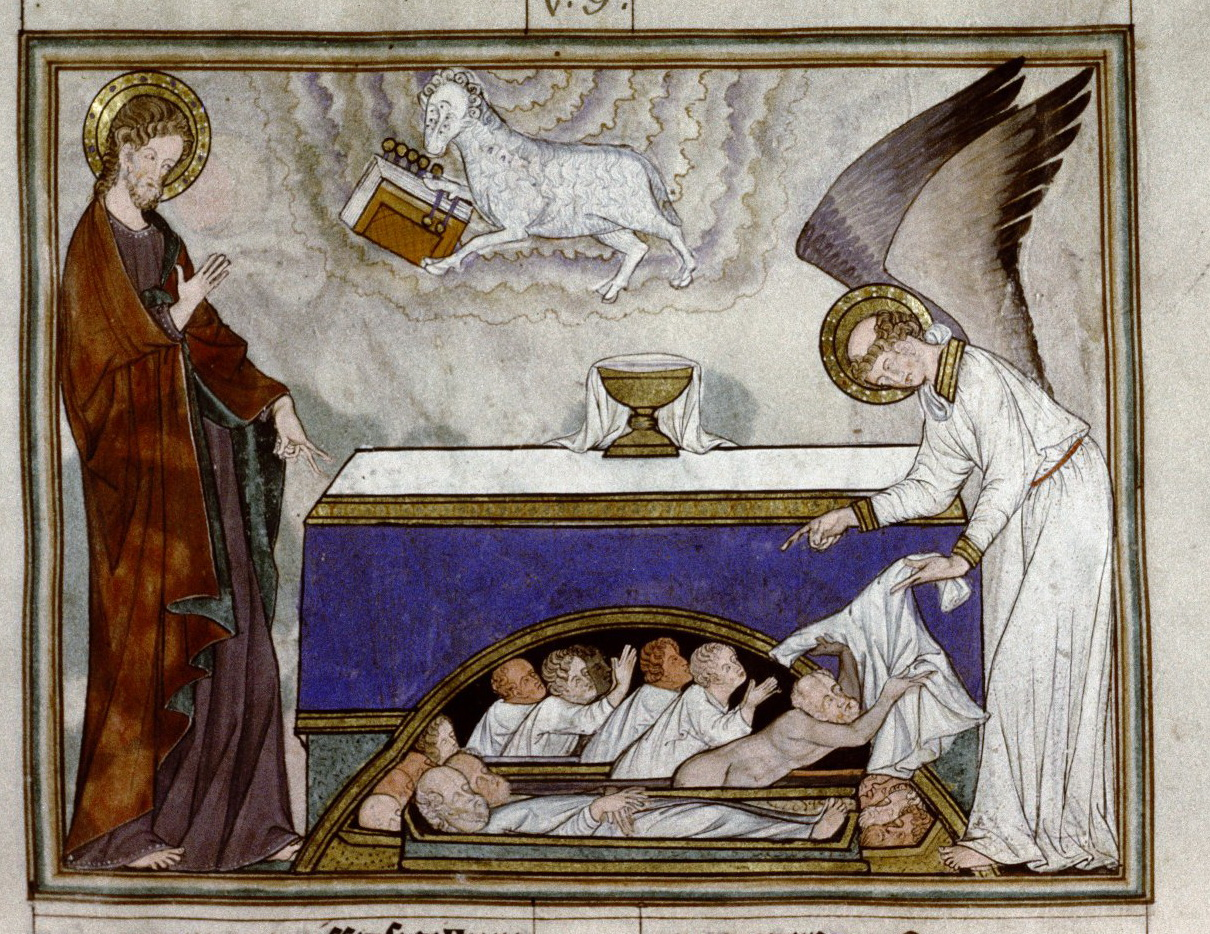
5-я печать
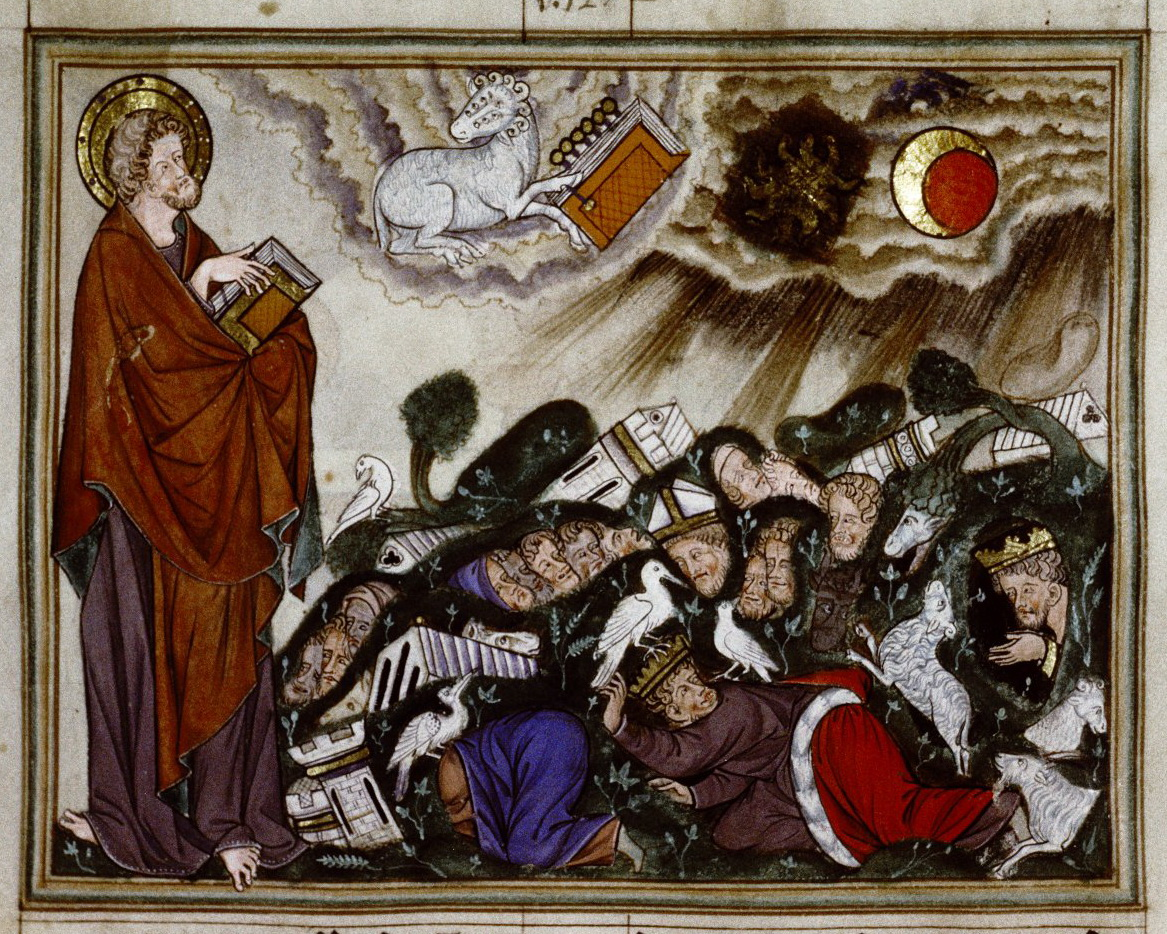
6-я печать

## Содержание
Агнец снимает с Книги первые шесть из семи печатей. После снятия первых четырех поочередно являются четыре всадника. После снятия пятой печати души мучеников под алтарем получают белые одежды как знак спасения и того, что им нужно немного подождать. После снятия шестой печати происходят катаклизмы — землетрясение, звезды падают с неба, небо сворачивается как свиток, люди прячутся в скалах, так как пришел День гнева Божьего.

### Упомянуты
- Четыре всадника Апокалипсиса
- День гнева

## Толкование

### Четыре всадника Апокалипсиса
Во время снятия с первой по четвертой печати происходит явление четырех всадников Апокалипсиса — одна из самых многозначных и любимых комментаторами тем книги.

### Пятая и шестая печати
После снятия пятой печати Иоанн имеет видение душ тех, кто умер за свою веру. Души мучеников находятся под алтарем (на котором стоит Агнец), это христианские первомученики, в том числе погибшие во время резни 64 года в Риме при Нероне. Души находятся именно под алтарем, потому что это символизирует их гибель за того, кому принадлежит этот алтарь. Душам под алтарем, дают белые одежды — символ их праведности. Им говорят успокоиться, потому что Мессия не явится до тех пор, пока не родятся все до одной души, которые должны родиться. После снятия шестой печати происходит землетрясение. Землетрясения и извержения жителям Средиземноморья той эпохи были хорошо знакомы: в 79 году было извержение Везувия и гибель Помпеи, например. Ряд извержений был и на греческих островах, включая архипелаг, куда входил остров Патмос.

## Иконография
Тема Четырех всадников является одним из самых популярных апокалиптических сюжетов вообще, однако как самостоятельный мотив она появляется достаточно поздно. В средневековых миниатюрах каждый из всадников изображался сам по себе, на отдельном листе (изредка лишь в испанских «Беатусах» их иногда изображают на одной странице). Ситуация меняется в позднее Средневековье и с началом эпохи Возрождения (например, Дюрер соединяет их на одном листе, 1498 год), с распространением печатных книг с гравированными иллюстрациями. Совместная скачка четырех всадников возникает во фресковых циклах и в религиозных картинах, а в XIX веке уже как независимые произведения. Бенджамин Уэст разрабатывал тему и в классицистической, и в позднебарочной эстетике. Четыре всадника приобретают совершенно независимую трактовку у светских живописцев (Уильям Тернер, Фредерик Уоттс, А. Беклин). Эффектное воплощение темы находим в творчестве Виктора Васнецова в эскизах к неосуществленным росписям Киевского собора. Встречаются и скульптурные работы на этот сюжет.
Вторая половина главы, со снятием 5-й и 6-й печати, пользовалась значительно меньшей популярностью. Пятая печать иллюстрировалась в манускриптах как души мучеников, находящиеся под алтарем, на котором может стоять Агнец. Следующий эпизод главы — «Души мучеников получают белые одеяния», также в основном оставался уделом книжной миниатюры, если не считать масштабной картины маслом «Видение святого Иоанна», написанной Эль Греко в 1608—1614 годах. Шестая печать, с изображением землетрясений и царей земных, прячущихся в расщелинах скал — также в основном иллюстрируется в рукописях. Редкое исключение — картина библейского пейзажиста Фрэнсиса Дэнби.

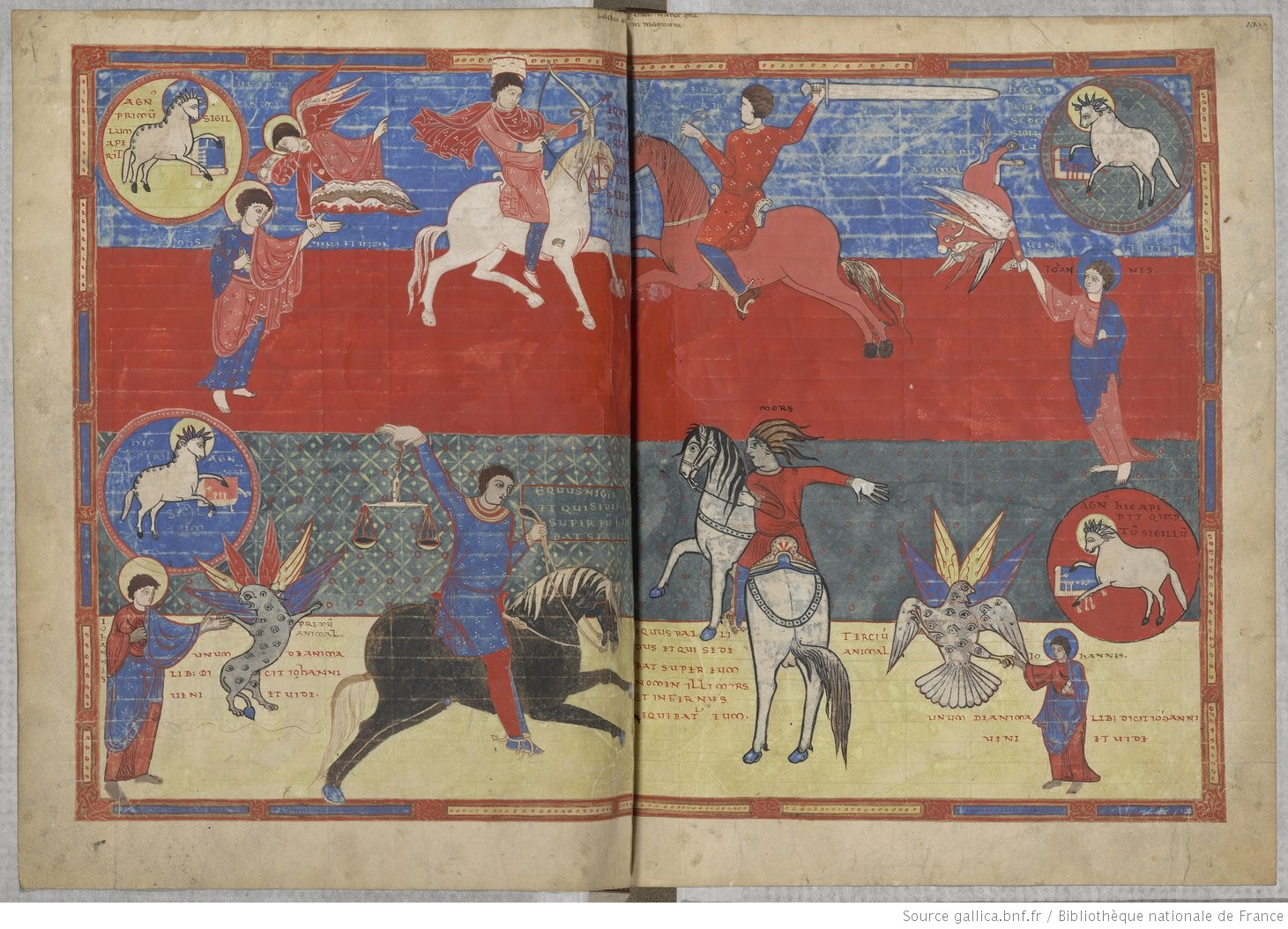
«Четыре всадника Апокалипсиса», миниатюра из Apocalypse of St. Sever, XI век
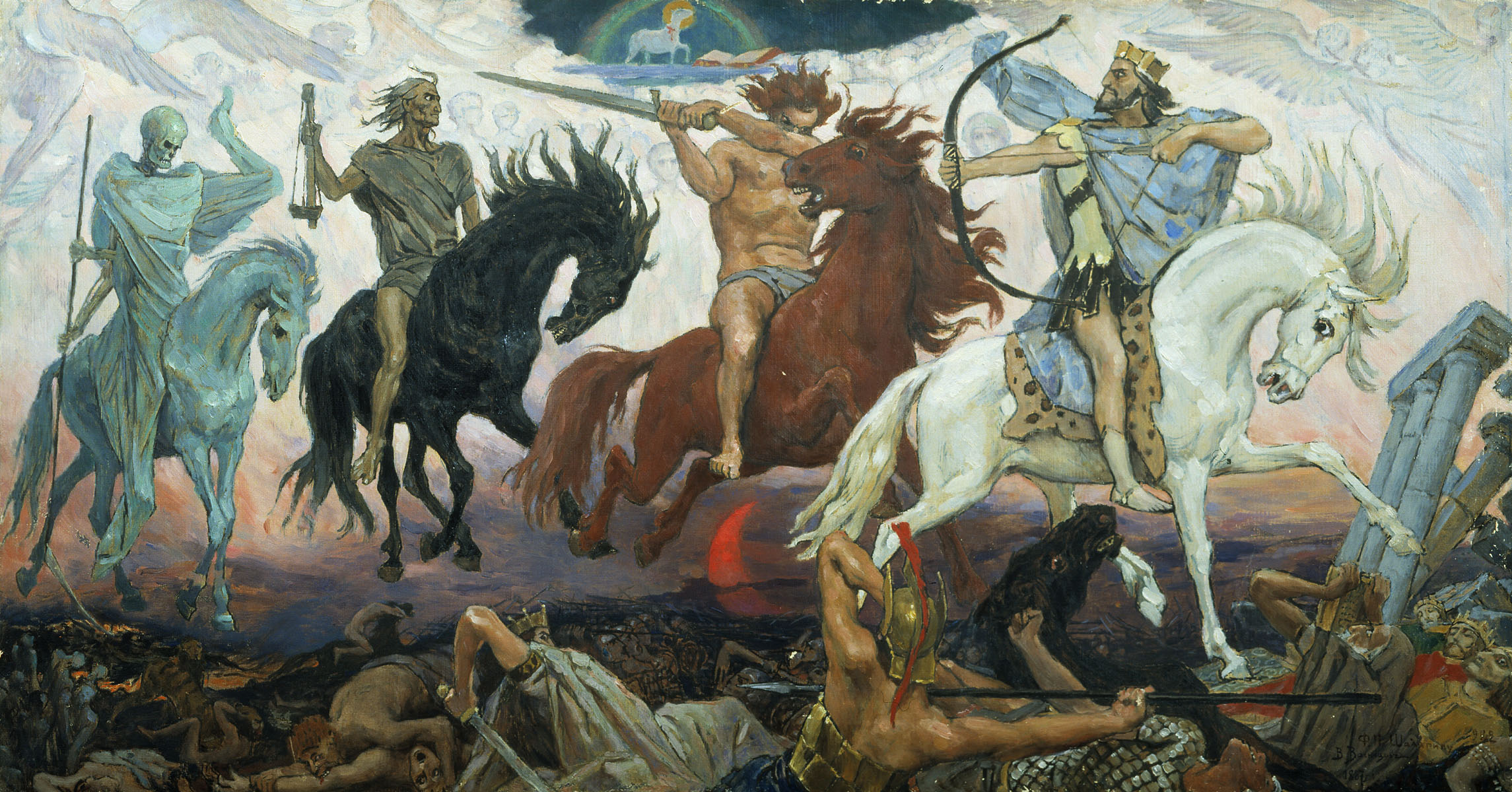
Виктор Васнецов, «Воины Апокалипсиса», 1887
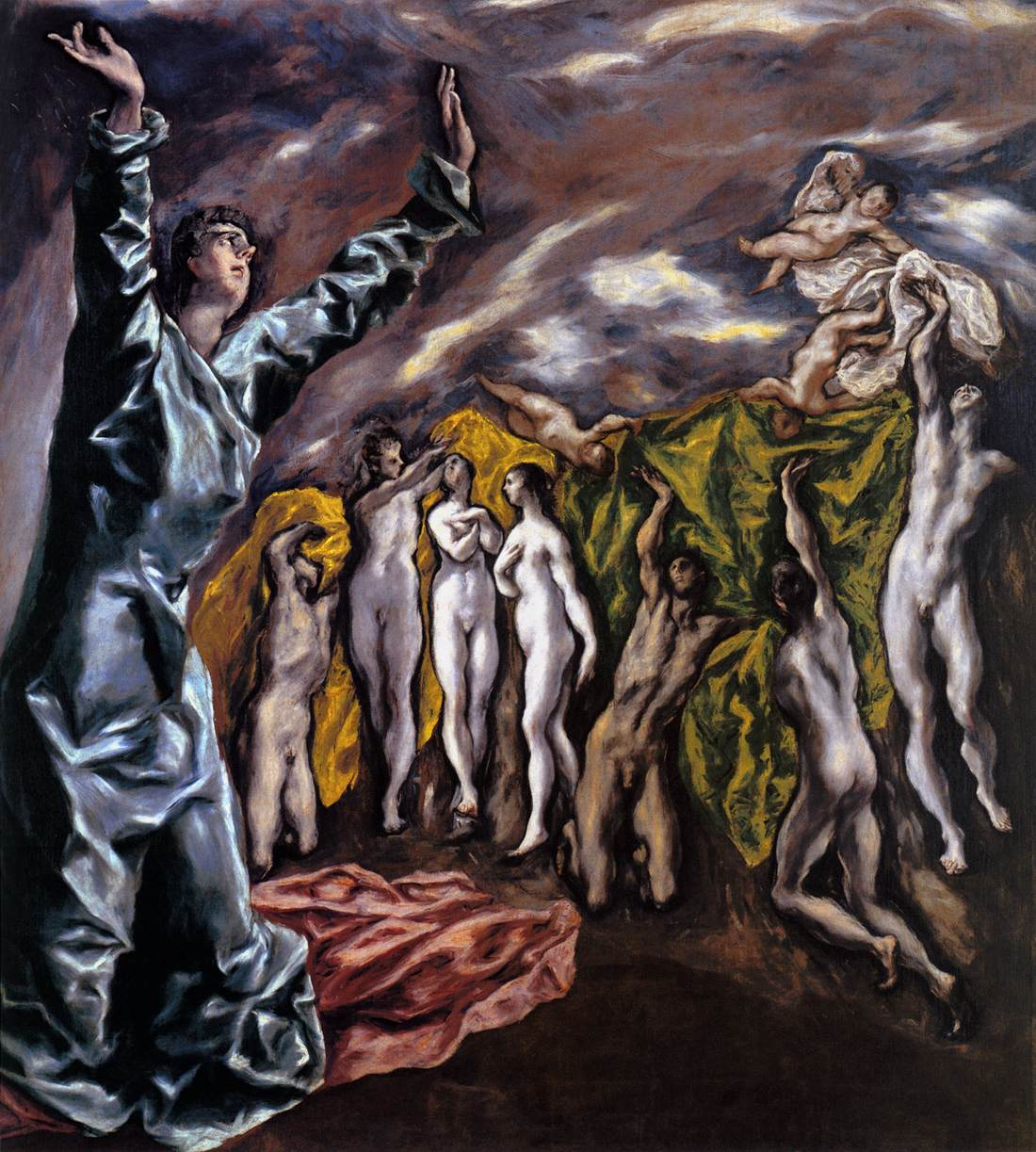
Эль Греко. «Снятие пятой печати», 1608—1614
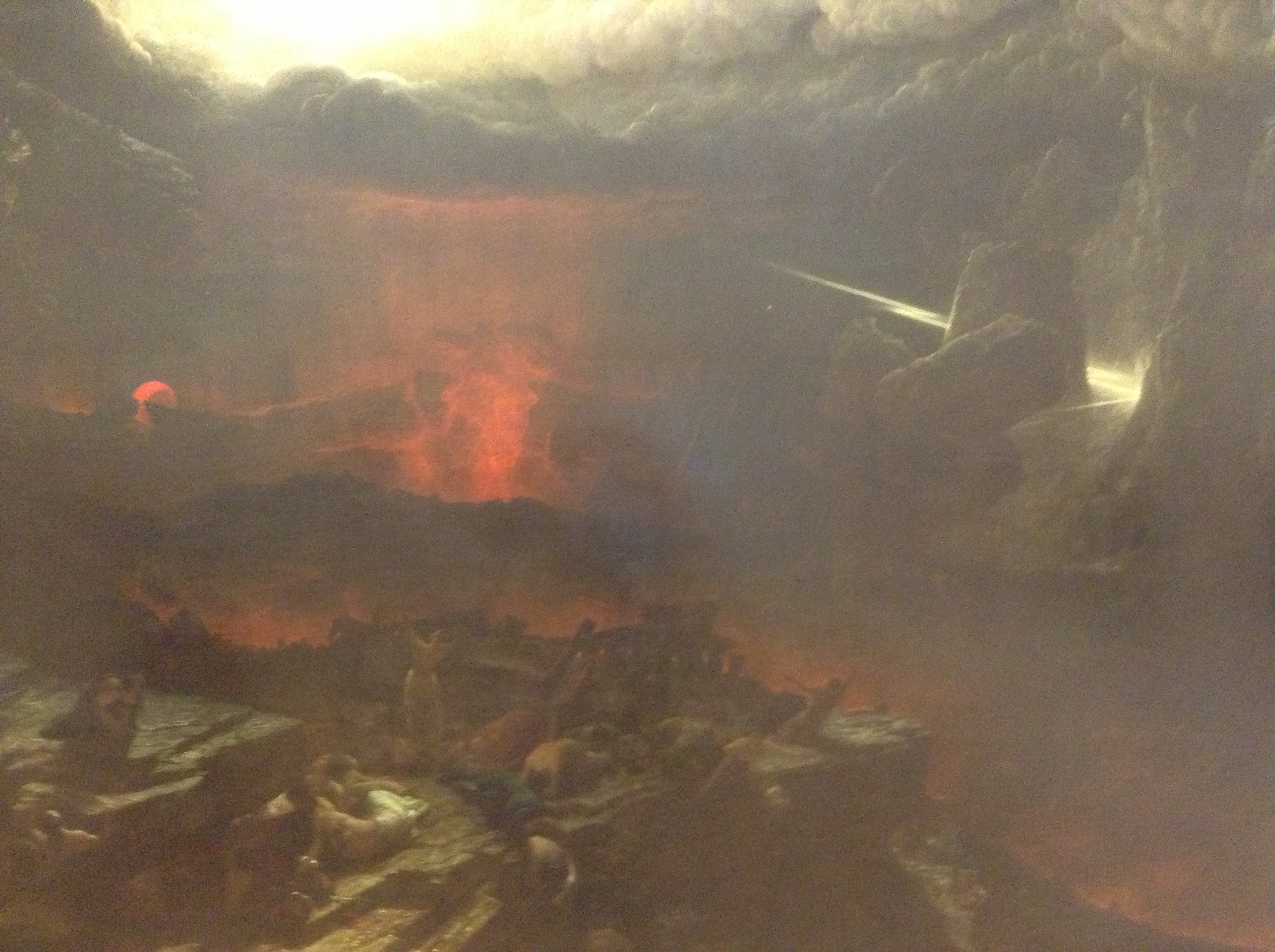
Фрэнсис Дэнби. «Снятие шестой печати», XIX век